# 片马节肢蕨
片马节肢蕨（学名：Arthromeris elegans f. pianmaensis）为水龙骨科节肢蕨属美丽节肢蕨下的一个变型。